# 진군 (행정 구역)
진군(陳郡), 회양군(淮陽郡)은 중국의 옛 군이다. 군국제 시행 시에 진국(陳國), 회양국(淮陽國)이 설치됐었다. 지금의 허난성 저우커우시 일대이다.

## 진
진나라에서 통일 후 설치한 36군 중 하나로 추정되며, 기원전 224년 진나라가 진(陳)현과 평여(平輿)현을 점령하고 그 이듬해 초나라를 멸망시키고서 그 근방에 세웠다. 혹은 초군(楚郡)이라고도 한다. 《사기》에서 진수(陳守)라는 표현이 있으므로 한동안 진군으로 여겨졌으나, 회양노승(淮陽弩丞)이라고 써진 진나라 시대의 도장을 보면, 본디 이름은 회양군이고 진수는 진한대에 군의 치소가 있는 현으로 군을 대신하여 부르는 관습에 따른 것으로 보인다.

## 전한
고제 11년(기원전 196년) 3월, 고제가 이성제후왕인 양왕 팽월을 제거하면서 회양국을 새로 만들고 서자 유우에게 봉했다. 이때 회양군 외에도 영천군이 회양국의 봉토로 내려졌다 하나 확실치 않다. 혜제 원년(기원전 194년), 고황후가 유우를 조국으로 옮기면서 왕국이 폐지돼 회양국의 군들은 모두 한나라의 직할 군이 됐다. 여후 원년(기원전 187년), 고황후가 회양회왕에게 회양국을 봉하면서 회양군은 다시 회양국이 됐고, 여후 8년(기원전 180년) 고황후가 죽고 여씨 정권이 몰락하면서 회양군이 됐다. 문제 4년(기원전 176년), 문제가 회양국으로 되돌려 유무를 왕으로 봉했고, 유무를 양국으로 옮기면서 도로 군이 됐다. 한편 이 무렵 여남군이 회양군에서 분립했다. 경제 전2년(기원전 154년), 경제가 유여에게 봉토로 줘 왕국이 됐고, 전3년(기원전 153년) 유여를 노국으로 옮기면서 군이 됐다. 원강 3년(기원전 69년), 선제가 회양헌왕에게 봉토로 준 뒤로는 전한 멸망 때까지 왕국으로 존속했다.
연주자사부에 속했다. 원시 2년(2년)의 인구조사에 따르면 13만 5544호, 98만 1423명이 있었다. 아래의 속현 목록은 한서 지리지의 순서를 따른 것으로 원연 · 수화 지간(기원전 8년)의 현황으로 여겨지며, 일반적으로 첫 현이 군의 치소이다.
| 현명   | 한자   | 대략적 위치               | 비고 |
| ------ | ------ | ------------------------- | --- |
| 진현   | 陳縣   | 저우커우시 화이양 현      | 옛 나라로 순임금의 후예 호공의 봉국이며 초나라에 망했다. 초 경양왕이 영에서 여기로 천도했다.                             |
| 고현   | 苦縣   | 저우커우시 루이 현        | |
| 양가현 | 陽夏縣 | 저우커우시 타이캉 현      | |
| 영평현 | 寧平縣 | 저우커우시 단청 현 동     | |
| 부구현 | 扶溝縣 | 저우커우시 푸거우 현 북동 | 과수(渦水)가 낭탕거(狼湯渠)에서 갈려나와 동쪽으로 향(向)현에서 회수로 들어가는데, 하남·회양·패 세 군을 지나 천리를 간다. |
| 고시현 | 固始縣 | 저우커우시 화이양 현 북서 | 안사고에 따르면 원래 이름은 침구(寢丘)로 손숙오의 봉지다.                                                                |
| 어현   | 圉縣   | 카이펑시 치 현 남         | |
| 신평현 | 新平縣 | 저우커우시 화이양 현 북동 | |
| 자현   | 柘縣   | 상추시 저청 현 북         | |

## 신나라
군의 이름을 신평(新平)으로 바꾸고 다음 현의 이름을 바꿨다.
| 전한   | 신         |
| ------ | ---------- |
| 진(陳) | 진릉(陳陵) |
| 고(苦) | 뇌릉(賴陵) |
| 어(圉) | 익세(益歲) |

## 후한
88년(후한 장제 장화 2년), 진국(陳國)으로 바뀌었다. 9성 112,653호 1,547,572명을 거느렸다.
| 현명   | 한자   | 대략적 위치                | 비고                                                          |
| ------ | ------ | -------------------------- | ------------------------------------------------------------- |
| 진현   | 陳縣   | 저우커우 시 화이양 현      |                                                               |
| 양하현 | 陽夏縣 | 저우커우 시 타이캉 현      | 고릉취(固陵聚)가 현내에 있었다.                               |
| 영평현 | 寧平縣 | 저우커우 시 단청 현 동     |                                                               |
| 고현   | 苦縣   | 저우커우 시 루이 현        | 뇌향(賴鄕)이 현내에 있었다.                                   |
| 자현   | 柘縣   | 상추 시 저청 현 북         |                                                               |
| 신평현 | 新平縣 | 저우커우 시 화이양 현 북동 |                                                               |
| 부락현 | 扶樂縣 | 저우커우 시 타이캉 현 서   |                                                               |
| 무평현 | 武平縣 | 저우커우 시 루이 현 서북   |                                                               |
| 장평현 | 長平縣 | 저우커우 시 시화 현 북동   | 여남군에 속했다. 진정(辰亭)과 자구성(赭丘城)이 현내에 있었다. |

## 위진, 유송
277년(서진 함녕 4년) 양국에 통폐합되었다. 혜제 때 다시 복구되었으나, 영가의 난 이후 석륵의 침공으로 후조의 땅이 되었다.
동진 안제 의희 연간에 화이안 시 일대에서 회양군이 신설되었고, 유유가 일시적으로 옛 회양국의 땅을 수복했을 땐 그 땅에 진군이 신설되었다. 회양군은 서주에, 진군은 예주에 속했으며 각각 4현 2,855호 15,363명, 4현 693호 4,113명을 거느렸다.
| 현명   | 한자   | 현급       | 소속   | 대략적 위치                                                | 비고                                                             |
| ------ | ------ | ---------- | ------ | ---------------------------------------------------------- | ---------------------------------------------------------------- |
| 각성현 | 角城縣 | 현령(縣令) | 회양군 | 화이안 시 화이인 구 서남 일대                              | 의희 연간에 끊어져서 설치되었다.                                 |
| 진녕현 | 晉寧縣 | 현령(縣令) | 회양군 | 미상                                                       | 제민(濟岷) 속했지만 이 지역에 이주하면서 신설되었다.(?)          |
| 숙예현 | 宿預縣 | 현령(縣令) | 회양군 | 쑤첸 시 쑤청 구 관루진(郑楼镇) 고성산남록(古城山南麓) 일대 | 안제 연간에 신설되었다.                                          |
| 상당현 | 上黨縣 | 현령(縣令) | 회양군 | 안후이성 우후 시 청익강구(青弋江口) 일대?                  |                                                                  |
| 항성현 | 項城縣 | 현령(縣令) | 진군   | 저우커우 시 선추 현                                        |                                                                  |
| 서화현 | 西華縣 | 현령(縣令) | 진군   | 저우커우시 시화 현 남서                                    | 강좌 측으로 옮겨 설치되었다.                                     |
| 곡양현 | 谷陽縣 | 현령(縣令) | 진군   |                                                            | 337년(진 성제 함강 3년) 고현(苦縣)에서 지금의 이름으로 바뀌었다. |
| 장평현 | 長平縣 | 현령(縣令) | 진군   | 저우커우 시 시화 현 북동                                   |                                                                  |

## 북위
유송이 쇠퇴하는 동안 북위가 회수 이북 지역을 점령하면서 북위의 지배 하에 들어갔고, 진군은 예주에 속했다. 동위가 성립된 이후 535년(동위 효정제 천평 2년)에 신설된 북양주(北揚州)에 속하게 되었다. 4현 3,024호 7,669명을 거느렸다.
| 현명   | 한자   | 대략적 위치              | 비고                                     |
| ------ | ------ | ------------------------ | ---------------------------------------- |
| 항현   | 項縣   | 저우커우 시 선추 현      | 방성(方城)이 현내에 있었다.              |
| 장평현 | 長平縣 | 저우커우 시 시화 현 북동 | 장평성(長平城), 습양성(習陽城)이 있었다. |
| 서화현 | 西華縣 | 저우커우 시 시화 현 남서 | 서화성(西華城)에 치소를 두었다.          |
| 양읍현 | 襄邑縣 | 저우커우 시 시화 현 북   | 사도성(思都城)에 치소를 두었다.          |

## 군수·태수

### 전한

#### 회양수
- 신도가(혜제 시기 ~ 기원전 164년)

#### 회양태수
- 관부(? ~ 기원전 140년)
- 사마안(기원전 119년 당시)
- 전광명(기원전 90년 ~ 기원전 89년)
- 전운중(田雲中, 기원전 89년 ~ ?)
- 한연수(선제 시기?)

#### 회양상
- 정홍(? ~ 기원전 46년)
- 설수(기원전 7년 ~ ?)

### 후한

#### 진상
- 위음(魏愔, 173년 이전)
- 사천(師遷, 173년 당시)
- 허창(許瑒, 190년 당시)
- 낙준(? ~ 197년)